# 黑閃電 (電視劇)
《黑閃電》（英語：Black Lightning）是一部於CW播出的美國電視劇，改編自由東尼·伊沙貝拉和崔佛·馮·艾登創作的DC漫畫同名角色。該劇由瑪拉·布洛克·阿基爾和薩利姆·阿基爾擔任節目統籌，其故事描述退休後的黑閃電重回英雄的生活及其對家庭生活的影響。
該劇於2016年9月開始計劃，當時由FOX預訂製作《黑閃電》的試播集。2017年2月，FOX放棄了該劇，並改由CW為試播集撰寫一份新劇本。CW於2017年5月正式訂下了該劇。《黑閃電》於2018年1月16日首播，第一季共13集。2018年4月2日，CW續訂了第二季。

## 劇情
傑弗森·皮爾斯從自己扮演的超級英雄人物「黑閃電」退役後，因在看到了他對家人的影響後，而被迫再次成為英雄；與此同時，地方犯罪組織「100」的崛起而使該地的治安逐漸惡化...。

## 演員

### 主要角色
- 克萊斯·威廉斯 飾 「黑閃電」傑弗森·皮爾斯[7][6]

退役的超級英雄，擁有控制雷電的能力。退休後成為了高中校長，但由於女兒受到當地犯罪組織招募明星學生的威脅，使自己被迫重回英雄工作。
- 琪娜·安·邁克蓮（英语：China Anne McClain） 飾 珍妮佛·皮爾斯（英语：Lightning (DC Comics)）[8]

傑弗森的小女兒，是名「獨立且直言不諱」的天才運動員。
- 納費莎·威廉斯（英语：Nafessa Williams） 飾 「雷電（英语：Thunder (comics)）」艾妮莎·皮爾斯[8]

傑弗森的大女兒，就讀於醫學院，同時也在父親的學校兼職教書。
- 克莉絲汀·亞當斯（英语：Christine Adams (actress)） 飾 琳恩·皮爾斯[9]

傑弗森的前妻。
- 詹姆斯·瑞馬 飾 彼得·甘比[10]

傑弗森最年長的朋友，同時也是他父親和導師般的存在。
- 戴蒙·古普頓（英语：Damon Gupton） 飾 威廉·亨德森（英语：Inspector Henderson）[10]

經驗豐富的警督察。儘管在社區工作多年，但不太和傑弗森結盟。
- 馬文·「克隆登」·瓊斯三世 飾 托拜厄斯·惠爾[11]

腐敗的前政客。在被傑弗森的父親艾文打倒後，用計謀殺了艾文，之後成為了「100」的首領。

### 常駐角色
- 凱恩娜·賽門·辛普森 飾 基莎[12]

珍妮佛的好友和亨德森的女兒。
- 愛德溫娜·芬德利（英语：Edwina Findley） 飾 托莉·懷海爾[13]

托拜厄斯·惠爾的妹妹。
- 錢塔爾·特伊 飾 葛瑞絲·崔（英语：Grace Choi）[14]

調酒師，與艾妮莎相互喜歡。

### 客串角色
- 吉兒·史考特（英语：Jill Scott） 飾 伊娃夫人[15]

殯儀館的老闆，托拜厄斯·惠爾的合作者。

## 集數

### 第一季（2018）
| 集數 | 標題                                                                                        | 導演          | 編劇                    | 首播日期      | 製作 代碼 | 美國收視人數 （百萬） |
| ---- | ------------------------------------------------------------------------------------------- | ------------- | ----------------------- | ------------- | --------- | --------------------- |
| 1    | The Resurrection                                                                            | 薩利姆·阿基爾 | 薩利姆·阿基爾           | 2018年1月16日 | T43.10001 | 2.31                  |
| 2    | 拉溫妲：希望之書 Lawanda: The Book of Hope                                                  | 奧茲·史考特   | 薩利姆·阿基爾           | 2018年1月23日 | T43.10002 | 1.94                  |
| 3    | 拉溫妲：葬書 Lawanda: The Book of Burial                                                    | 馬克·坦德瑞   | 揚·納西                 | 2018年1月30日 | T43.10003 | 2.21                  |
| 4    | 黑耶穌 Black Jesus                                                                          | 麥可·舒茲     | 帕特·查爾斯             | 2018年2月6日  | T43.10004 | 1.88                  |
| 5    | 接著，惡魔帶來瘟疫：綠光之書 And Then the Devil Brought the Plague: The Book of Green Light | 羅絲·托奇     | 亞當·吉奧喬恩           | 2018年2月13日 | T43.10005 | 1.81                  |
| 6    | 777：雷霆之書 Three Sevens: The Book of Thunder                                             | 班尼·布姆     | 查爾斯·霍蘭德           | 2018年2月27日 | T43.10006 | 1.64                  |
| 7    | 分界：命運之書 Equinox: The Book of Fate                                                    | 比爾·伍德魯夫 | 拉蒙特·馬吉             | 2018年3月6日  | T43.10007 | 1.46                  |
| 8    | 啟示錄 Revelations                                                                          | 坦雅·漢密爾頓 | 揚·納西                 | 2018年3月13日 | T43.10008 | 1.45                  |
| 9    | 善意小謊言之書 Little Black Lies                                                            | 坦雅·漢密爾頓 | 凱莉·歌夫               | 2018年3月20日 | T43.10009 | 1.55                  |
| 10   | 父之罪：救贖之書 Sins of the Father: The Book of Redemption                                 | 艾瑞克·蘭維爾 | 帕特·查爾斯             | 2018年3月27日 | T43.10010 | 1.54                  |
| 11   | 黑耶穌：受難之書 Black Jesus: The Book of Crucifixion                                       | 麥可·舒茲     | 梅洛拉·里維拉           | 2018年4月3日  | T43.10011 | 1.50                  |
| 12   | 復活與光：痛苦之書 The Resurrection and the Light: The Book of Pain                         | 奧茲·史考特   | 揚·納西 & 亞當·吉奧喬恩 | 2018年4月10日 | T13.10012 | 1.54                  |
| 13   | 死亡之影：戰爭之書 Shadow of Death: The Book of War                                         | 薩利姆·阿基爾 | 查爾斯·霍蘭德           | 2018年4月17日 | T43.10013 | 1.68                  |

## 製作

### 發展
2016年9月，華納兄弟電視公司在經歷了不同發展階段後，決定開始計劃黑閃電的改編電視劇。該劇由瑪拉·布洛克·阿基爾和她的丈夫薩利姆·阿基爾擔任節目統籌。他們與葛瑞格·貝蘭提和其製片公司合作製作，試播集計劃於FOX上播出。2017年2月，FOX因播放日程過滿而放棄了該劇。華納兄弟電視將該劇改由CW接手其試播集。CW還選擇放棄原來的試播集劇本，而重新撰寫一份新的版本。2017年5月10日，CW正式訂下《黑閃電》一整季。《黑閃電》定於2017年－2018年季度首播。
薩利姆·阿基爾表示，《黑閃電》並不會遵循一週一反派的模式，且也不會是按照程序性的，因為他想「探討角色，甚至是反派」。
黑閃電的英雄服裝是由勞拉·珍·香農所設計。

### 選角

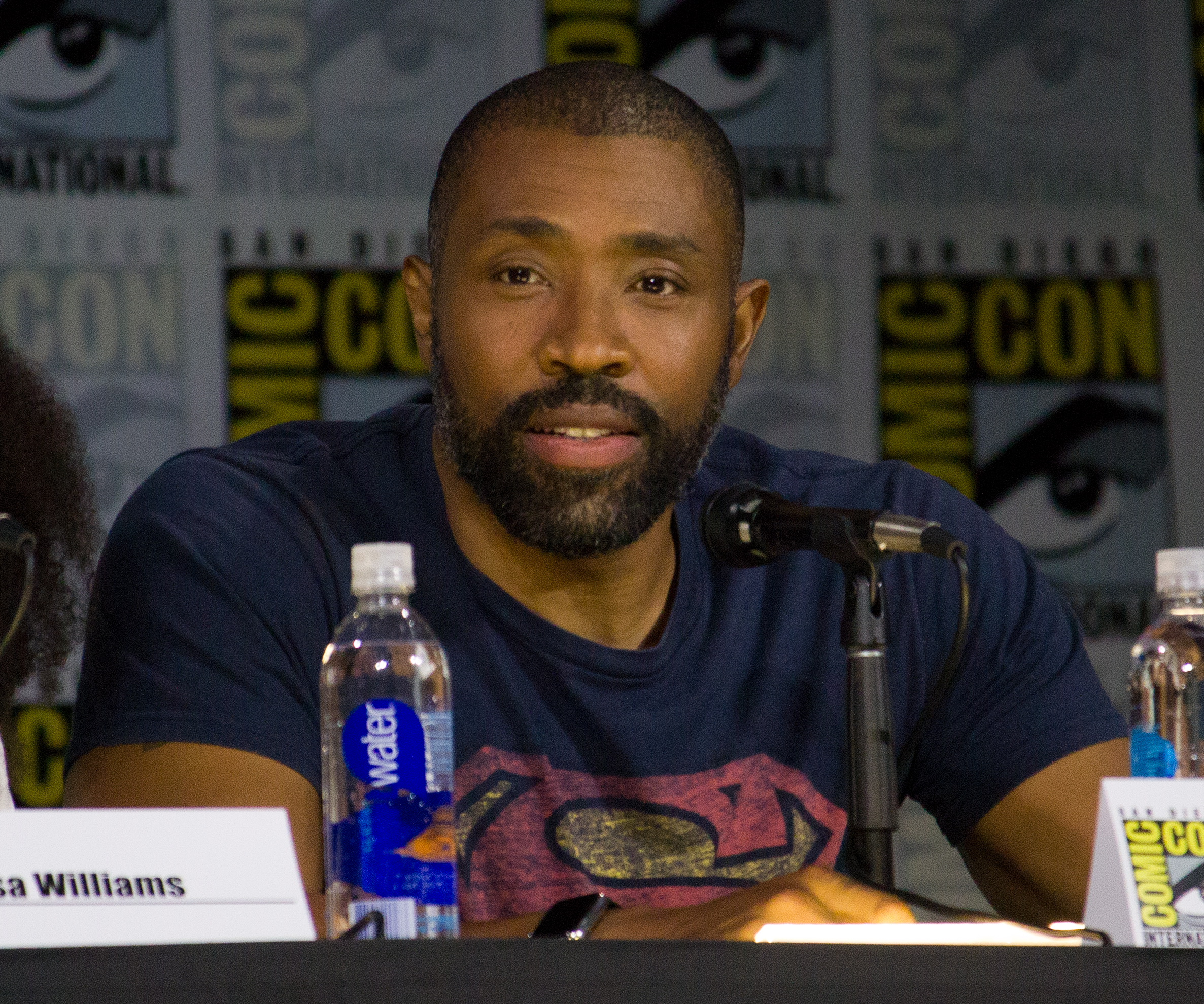
克萊斯·威廉斯為男主角黑閃電的飾演者

2017年2月下旬，克萊斯·威廉斯被選為「黑閃電」傑弗森·皮爾斯的飾演者；一個月後，琪娜·安·邁克蓮和納費莎·威廉斯將會分別飾演他的女兒珍妮佛·皮爾斯與艾妮莎·皮爾斯，而克莉絲汀·亞當斯則會飾演他的前妻琳恩·皮爾斯。在2017年的聖地牙哥動漫展上，宣布詹姆斯·瑞馬和戴蒙·古普頓將會分別加入出演傑弗森·皮爾斯的朋友彼得·甘比與威廉·亨德森。下個月，確認馬文·「克隆登」·瓊斯三世將會飾演反派托拜厄斯·惠爾。
2017年9月底，凱恩娜·賽門·辛普森加入飾演基莎一角。

### 拍攝
該劇主要於喬治亞州亞特蘭大拍攝。

## 迴響

### 評價
爛番茄根據43篇評論，持有97%的新鮮度，平均得分8.25/10。而在Metacritic上則獲得了79分（滿分100；24名評論家），屬普遍的好評。

## 與綠箭宇宙的關聯
儘管該劇在CW上播放，且由貝蘭提製作，但CW主席馬克·佩德維茲於2017年5月表示，「此時此刻，這不屬於綠箭宇宙。而是處於一個獨立的狀態。」貝蘭提此前曾表示，因該劇正由FOX發展中，所以它不會與CW的其他DC漫畫電視劇作跨界交叉，也不會和《綠箭俠》存於同世界觀。然而，薩利姆·阿基爾後來表示，他們最終並不排除作跨界。2017年8月，佩德維茲透露，他和瑪拉·布洛克·阿基爾和薩利姆·阿基爾對於《黑閃電》是否要加入綠箭宇宙而一起進行了長時間的討論，並表示如果他們想，那將是他們的決定。
之後，在2019年8月，黑閃電的主演克萊斯·威廉斯確定其角色會在綠箭宇宙第六次連動交叉集「無限地球危機」中出現，而其影集也在無限地球危機之後與其他綠箭宇宙影集合併為「始源地球」（Earth-Prime），使其正式成為了綠箭宇宙的一部分。

## 外部連結
- 官方网站
- 互联网电影数据库（IMDb）上《黑閃電》的资料（英文）